# Melilotus polonicus
Melilotus polonicus — вид квіткових рослин з родини бобових (Fabaceae).

## Морфологічна характеристика
Дворічна рослина. Стебла тверді, прямі, жовтуваті, широко розгалужені, 40–70 см заввишки, слабо облистнені, у верхній частині рослини коротко запушені. Листочки оберненояйцеподібні, верхні загострені, майже колючі. Суцвіття — нещільна китиця ≈ 5 см, у плодах подовжується. Квітки у довжину 6 мм, світло-жовті. Чашечка у довжину 3 мм, запушена. Стандарт, крила і кіль однакової довжини. Боби підвішені, великі, 7–8 мм завдовжки і 3 мм ушир, видовжено-ромбоподібні, жовтуваті або блідо-коричневі. Насіння гладке, близько 3 мм завдовжки, жовто-коричневе, по 1, рідше по 2 в стручку. 2n=16.

## Поширення
Росте у чорноморсько-каспійському регіоні (Казахстан, Північний Кавказ, Південний Кавказ, Україна).